# Kecamatan Ketibung
Kecamatan Ketibung är ett distrikt i Indonesien.   Det ligger i provinsen Lampung, i den västra delen av landet, 170 km väster om huvudstaden Jakarta.